# Boyz II Men
Boyz II Men (срп. Бојс ту мен) америчка је R&B група из Филаделфије позната по баладама комбинованим са а капела сегментима певања. Најпознатији су по хитовима End of the Road, I'll Make Love to You и One Sweet Day (са Марајом Кери). Славу су стекли као квартет са Мајклом Макаријем који је 2003. године напустио групу због проблема са здрављем.

## Чланови групе
Тренутни чланови
- Нејтан Морис (1985—данас)
- Вања Морис (1987—данас)
- Шон Стокман (1988—данас)

Бивши чланови
- Мајкл Макари (1988—2003)
- Марк Нелсон (1985—1990)
- Џорџ Балди (1985—1988)
- Џон Шоутс (1985—1988)
- Маркерит Вокер (1985—1988)

## Дискографија
Студијски албуми
- Cooleyhighharmony (1991)
- Christmas Interpretations (1993)
- II (1994)
- Evolution (1997)
- Nathan Michael Shawn Wanya (2000)
- Full Circle (2002)
- Throwback, Vol. 1 (2004)
- The Remedy (2006)
- Motown: A Journey Through Hitsville USA (2007)
- Love (2009)
- Twenty (2011)
- Collide (2014)
- Under the Streetlight (2017)